# Медісон (Міссісіпі)
Медісон (англ. Madison) — місто (англ. city) в США, в окрузі Медісон штату Міссісіпі. Населення — 27 747 осіб (2020). Вважається містом з найвищим доходом в штаті. Веде свою історію від залізничної станції, відкритої в 1856 році. Код FIPS 28-44520, GNIS ID 0673053, ZIP-код 39110, 39130.

## Географія
Медісон розташований за координатами 32°28′26″ пн. ш. 90°7′51″ зх. д. / 32.47389° пн. ш. 90.13083° зх. д. (32.474022, -90.130957).  За даними Бюро перепису населення США в 2010 році місто мало площу 68,44 км², з яких 65,33 км² — суходіл та 3,11 км² — водойми.

## Демографія

### Перепис 2010
Згідно з переписом 2010 року, у місті мешкало 24 149 осіб у 8679 домогосподарствах у складі 6910 родин. Густота населення становила 353 особи/км².  Було 9050 помешкань (132/км²).
Расовий склад населення:
| - 85,5 % — білих - 10,2 % — чорних або афроамериканців - 3,2 % — азіатів - 0,1 % — корінних американців |

До двох чи більше рас належало 0,8 %. Частка іспаномовних становила 1,2 % від усіх жителів.
За віковим діапазоном населення розподілялося таким чином: 29,2 % — особи молодші 18 років, 59,7 % — особи у віці 18—64 років, 11,1 % — особи у віці 65 років та старші. Медіана віку мешканця становила 40,1 року. На 100 осіб жіночої статі у місті припадало 92,8 чоловіків;  на 100 жінок у віці від 18 років та старших — 87,7 чоловіків також старших 18 років.
Середній дохід на одне домашнє господарство  становив 123 291 долар США (медіана — 97 287), а середній дохід на одну сім'ю — 141 970 доларів (медіана — 111 298). Медіана доходів становила 79 180 доларів для чоловіків та 50 005 доларів для жінок. За межею бідності перебувало 3,5 % осіб, у тому числі 2,0 % дітей у віці до 18 років та 5,8 % осіб у віці 65 років та старших.
Цивільне працевлаштоване населення становило 12 635 осіб. Основні галузі зайнятості: освіта, охорона здоров'я та соціальна допомога — 29,8 %, фінанси, страхування та нерухомість — 11,9 %, науковці, спеціалісти, менеджери — 11,8 %.

### Перепис 2000
За даними перепису 2000 року населення становило 14 692 особи, у місті проживало 4249 сімей, розташовувалося 5189 домашніх господарств і 5316 будов зі щільністю забудови 152,3 будови на км². Густота населення 420,8 людини на км². Расовий склад населення: білі — 93,23 %, афроамериканці — 4,89 %, корінні американці (індіанці) — 0,07 %, азіати — 1,20 %, гавайці — 0,03 %, представники інших рас — 0,18 %, представники двох або більше рас — 0,40 %. Іспаномовні становили 0,69 % населення.
В 2000 році середній дохід на домашнє господарство становив $71 266 USD, середній дохід на сім'ю $77 202 USD. Чоловіки мали середній дохід $54 358 USD, жінки $34 081 USD. Середній дохід на душу населення становив $29 082 USD. Близько 2,1 % сімей та 2,5 % населення перебувають за межею бідності, включаючи 3,5 % молоді (до 18 років) і 1,4 % людей похилого віку (старше 65 років).